# Lukáš Jarolím
Lukáš Jarolím (* 29. července 1976, Pardubice) je bývalý český fotbalový záložník. Profesionální kariéru ukončil koncem roku 2013 v klubu SK Dynamo České Budějovice. Mimo ČR působil na klubové úrovni ve Francii, Německu a Itálii.
Od 1. 1. 2016 působí v FK Mladá Boleslav jako asistent trenéra U21.[zdroj?]

## Klubová kariéra
Je synem slavného slávistického hráče a trenéra Karla Jarolíma. Začínal také ve Slavii, a to v šesti letech. Společně s otcem a bratrem Davidem odešli do Francie. Roku 1991 se vrátil do Čech, do Slavie. Zde však na něj v silné konkurenci nezbylo místo. Hostoval v Chebu a Českých Budějovicích. Poté přestoupil do Příbrami, kde se prosadil a uplatnil svůj talent.
V lednu 2003 přestoupil do francouzského CS Sedan Ardennes, ale po roce zamířil do německého druholigového Fürthu. V létě 2004 se vrátil do Čech, a to konkrétně do Uherského Hradiště – Slovácka – za svým otcem, který zde trénoval. Na Slovácku zůstal i po otcově vyhazovu, avšak v létě 2005 ho následoval do Slavie. Po soutěžním ročníku 2006/07 mu skončila smlouva, kterou neprodloužil a jako volný hráč přestoupil do italské Sieny. V létě 2010 se pak vrátil zpět do pražské Slavie. Po sezoně 2012/13 zde skončil.
V září 2013 si ho vyhlédl trenér Pavel Hoftych do druholigových Českých Budějovic, tam ale pobyl jen tři měsíce, v prosinci s ním klub ukončil spolupráci. V Budějovicích odehrál 10 ligových utkání ve kterých si připsal jednu branku.